# DJ Pierre (DJ, 1974)
DJ Pierre (* 13. August 1974 in Arolsen; † 12. Dezember 2012 in Offenbach am Main; bürgerlicher Name Pierre Blaszczyk) war ein deutscher Techno-DJ und -Musiker.

## Leben
Pierres DJ-Karriere begann im nordhessischen Eschwege, wo er als Resident-DJ in der Diskothek Fabrik eine wöchentlich stattfindende Techno-Veranstaltung mit dem Namen Space Factory organisierte. Bekannt wurde DJ Pierre vor allem als Resident-DJ im Kasseler Club Aufschwung Ost (1994–1997), der später in Stammheim (1997 bis 2002) umbenannt wurde. Daneben war er als DJ unter anderem in den Clubs Omen, Tresor und U60311 vertreten. Regelmäßig trat er in der Radiosendung hr3 Clubnight auf.
Zusammen mit DJ Marky, ebenfalls Resident-DJ aus dem Stammheim, gründete er die beiden Plattenlabels HoerSpielMusik und Utils. Zusammen veröffentlichten sie unter dem Pseudonym Nagen & Saugen einige EPs. Auf dem Label HoerSpielMusik entstanden unter anderem Produktionen von Heiko Laux und Chris Liebing. Auf dem Label Utils, das für Musik der härteren Gangart bestimmt war, entstanden unter anderem Produktionen von Toktok und The Advent. Die erste Produktion erschien von DJ Rush.
In den Jahren 2001 und 2002 wurde er im Groove Magazine zu den 10 besten nationalen DJs gewählt. Das Magazin Raveline wählte die Heimfidelity Vol.1 zur Compilation of the Month 3/98. Die Mix-Compilation Heimfidelity Vol.6 – ExPIERREiments entstand zusammen mit dem gleichnamigen DJ Pierre aus Belgien.
Er verstarb am 12. Dezember 2012 im Alter von 38 Jahren an einem Asthma-Anfall.

## Diskografie (Auswahl)
Mix-Kompilationen
- 1998: Pierre – Stammheim Presents HEIMfidelity 1 (Confused Recordings)
- 2002: Pierre – Stammheim Presents HEIMfidelity 5 (Hörspielmusik)
- 2003: Pierre and Pierre – Stammheim Presents HEIMfidelity 6 - ExPIERREiments (Hörspielmusik)

Singles und EPs
- 1997: Pierre – Limited 500 (Hörspielmusik)
- 1997: Ultratubes vs. Pierre - Die Geschichte dieser EP ist eine Geschichte voller Missverständnisse (Hörspielmusik)
- 1998: Nagen & Saugen – Ich seh' die Patterns vor mir EP (Hörspielmusik)
- 1998: Nagen & Saugen – Motorstadt Kassel EP (Hörspielmusik)
- 1999: Nagen & Saugen – Never Trust A Stranger (Hörspielmusik)
- 1999: Synewave Surfers – No One Knows What Happens (Utils)
- 2000: Nagen & Saugen – Anorganic Sickness EP (Hörspielmusik)
- 2003: Nagen & Saugen – Deep Throat - Web Mix Contest 2003 (Hörspielmusik)
- 2003: Pierre – One Night Like This EP (Hörspielmusik)
- 2005: Pierre – The Georg Funk Experience (Hörspielmusik)
- 2006: Pierre – Eva Blunt EP (Hörspielmusik)
- 2006: Pierre – Naiv (Hörspielmusik)